# Aglaia costata
Aglaia costata är en tvåhjärtbladig växtart som beskrevs av Merrill. Aglaia costata ingår i släktet Aglaia och familjen Meliaceae. Inga underarter finns listade i Catalogue of Life.